# 섹깁메이

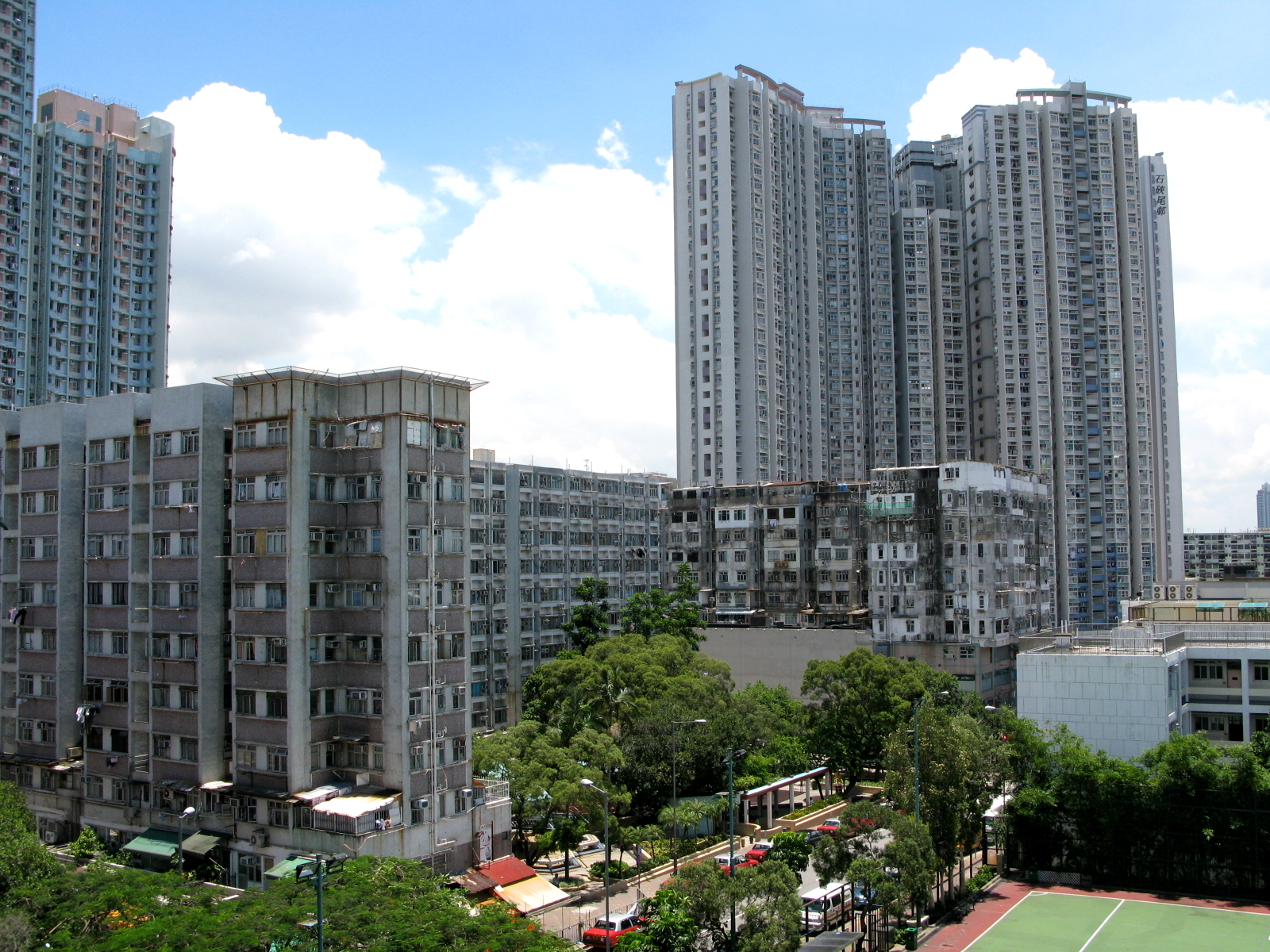
2009년의 섹깁메이

섹깁메이(중국어 정체자: 石硤尾, 월병: sek6 gip3 mei5), 원래 이름으로 섹갑메이(광둥어: 石夾尾)는 홍콩 가우룽반도의 북동부에 있는 산가우룽의 한 지역이다. 행정구역상으로는 삼서이포 구에 속하며, 삼서이포와 가우룽통을 마주하고 있다. 이곳은 아파트와 주택이 밀집한 섹깁메이 주택단지로 유명한 곳이기도 하다.

## 역사

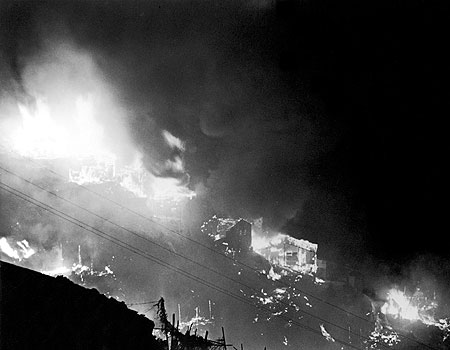
1953년 섹깁메이 대화재

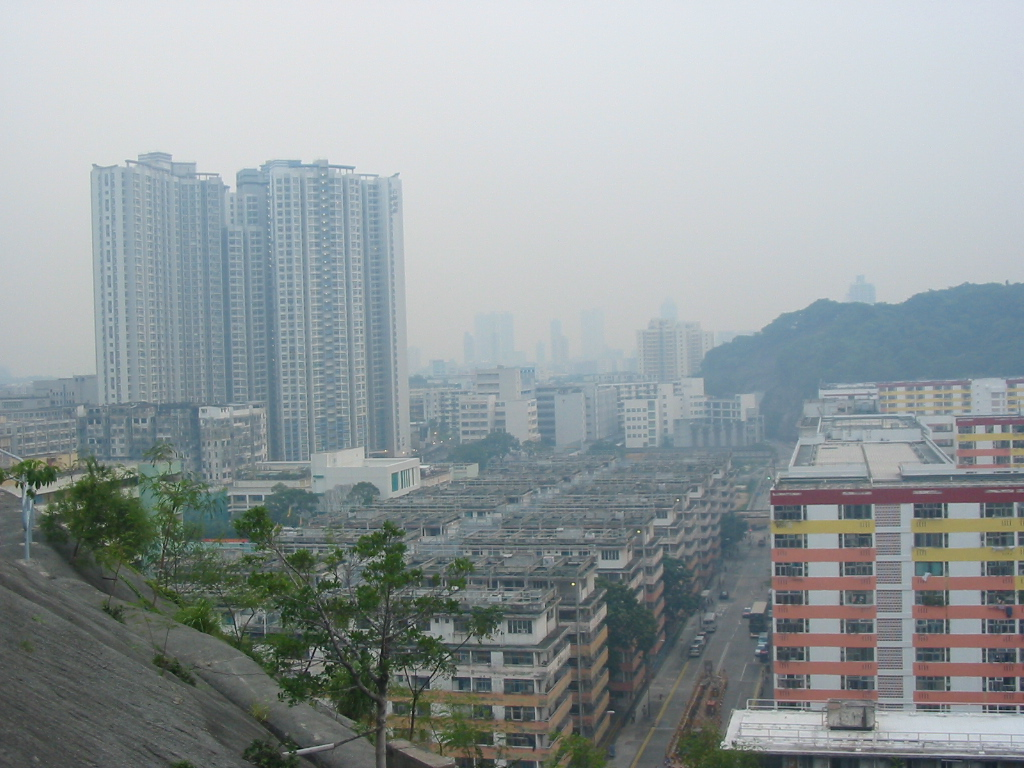
2006년의 섹깁메이 주택단지. 왼편에 보이는 지역은 2012년에 신 섹깁메이 주택단지로 재개발됐다.

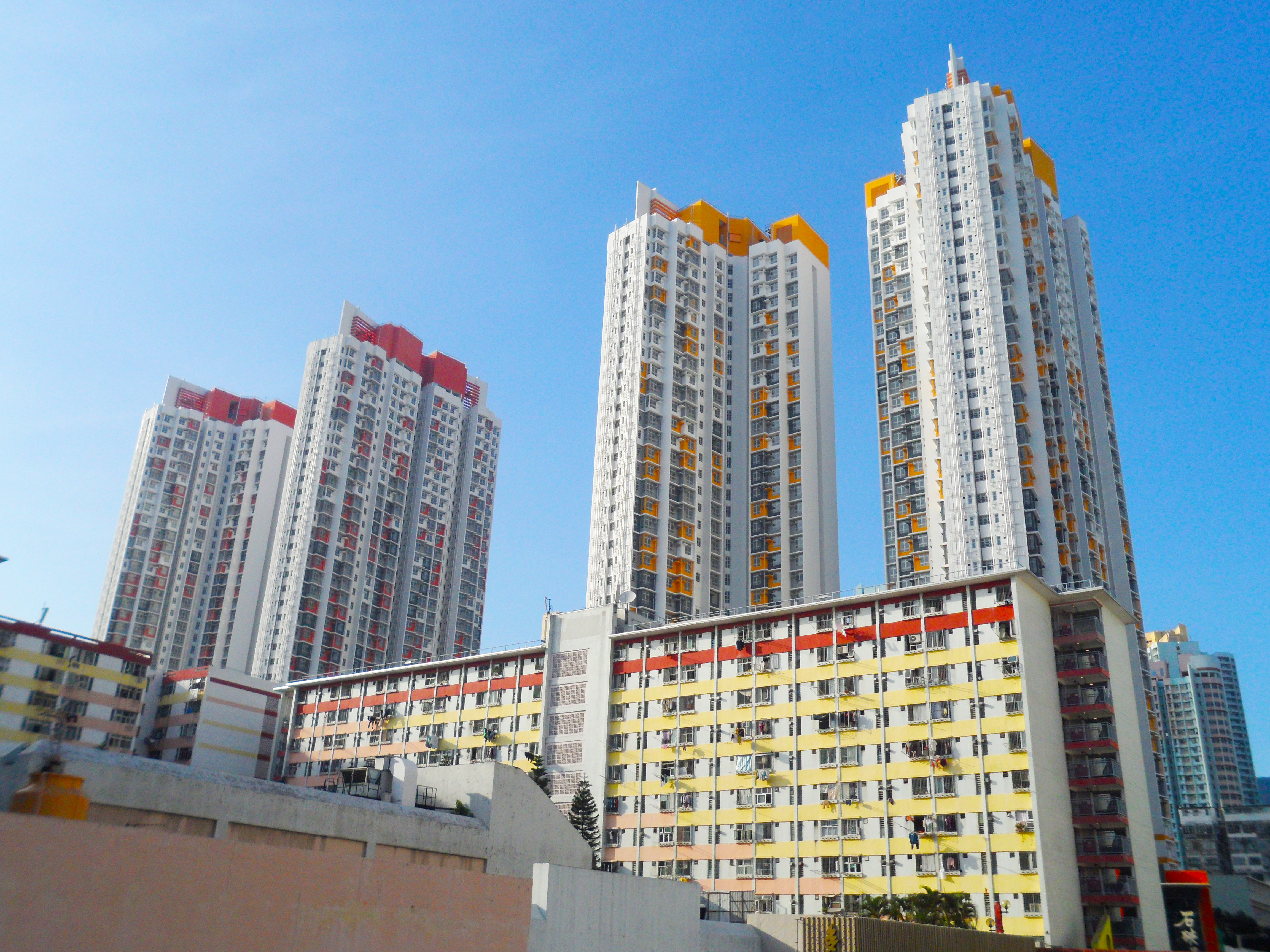
2012년의 신 섹깁메이 주택단지

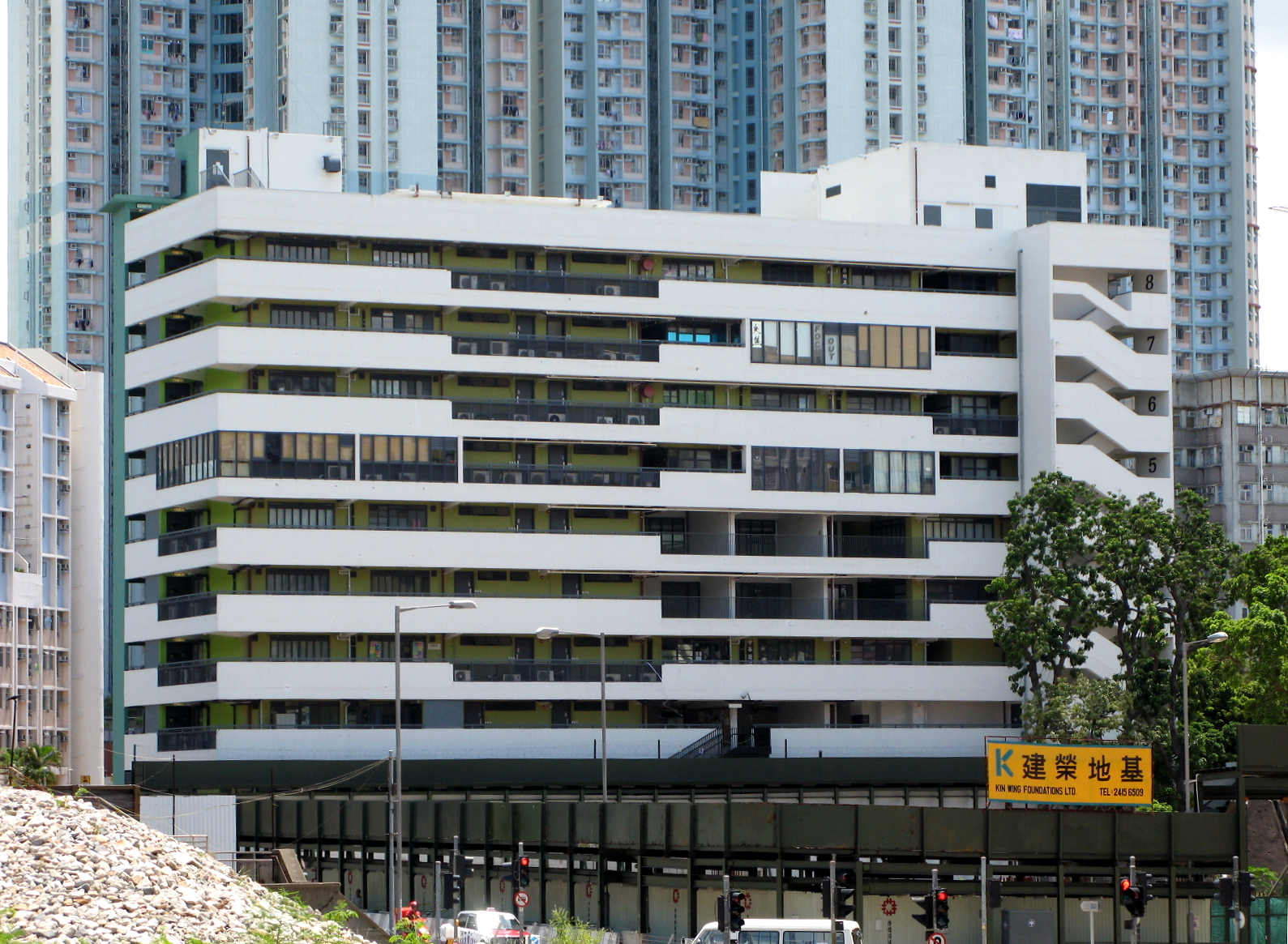
섹깁메이의 대표적인 예술 갤러리이자 스튜디오인 경마회 창의예술 센터 (JCCAC)

1953년 12월 25일 섹깁메이에서 대화재가 발생하여 이곳에 있던 판자촌을 휩쓸었다. 판자촌에는 중국 본토에서 홍콩으로 망명하여 건너온 이주민들이 살고 있었는데, 이 화재로 53,000명의 이재민이 순식간에 집을 잃었다.
화재 후 알렉산더 그랜텀 홍콩 총독은 이곳에 살던 이주민들을 위해 '다층 빌딩'을 짓는다는 공공주택 건설 계획에 착수했다. 그 결과 통일된 모양의 주택과 아파트들이 새롭게 지어졌고, 취약한 환경에 처한 오두막 거주민들에게 화재와 홍수로부터 안전한 보금자리를 제공했다. 또 이 계획을 통해 화재의 피해를 입지 않은 판자집들을 철거하고, 그 자리에 섹깁메이 저가 주택단지를 조성했다.
섹깁메이 저가 주택단지의 아파트들은 매우 작은 규모로, 한 세대당 면적이 28m2(8.5평)에 불과했다. 각 세대에는 최대 다섯 명까지 살 수 있었고 한 빌딩마다 2,500명의 주민이 모여 살았다고 전해진다.
월세는 1제곱피트(0.09m2, 0.03평)당 17홍콩달러였고, 1층 상점 자리는 100홍콩달러였다. 때문에 아파트 단지를 찾아온 외국인 관광객들은 이곳을 가리켜 "감옥"같다고 묘사했다. 이후에도 수차례 재개발이 이뤄졌고, 가장 최근에는 2012년에 '신 섹깁메이 주택단지'가 조성되기도 했다. 한편 일부 전문가들 사이에서는 홍콩의 공공주택 역사에서 이 화재가 큰 역할을 끼친 것처럼 정부가 과장하고 있다는 시각도 있다.
섹깁메이의 북쪽에는 인단 산을 따라 다이워핑(大窩坪)이라는 지역이 자리해 있다. 이곳은 1950년대부터 작은 집들이 모여있던 동네(재정착 지원 주택 중 하나)였지만 1970년대 들어서 공공주택 단지인 작온 주택단지(澤安邨)와, 사유 주택단지인 베이컨 단지(畢架山花園) 와 다이깅 단지(帝景峰)로 바뀌었다.
2009년에는 홍콩 전역에서 개최된 2009년 동아시아 경기 대회의 유도와 스쿼시 종목이 섹깁메이에 있는 섹깁메이 공원 스포츠센터에서 열리기도 했다.

## 교통
1979년 워자이 가와 와이지 가 부근에 홍콩 지하철의 섹깁메이 역이 문을 열었으며, 군통 선이 운행되고 있다.
도로교통으로는 7호 간선이 섹깁메이 북부를 지나가며 남청 가를 통해서 진입할 수 있다. 또한 KMB과 신세계제일버스가 이곳 지역에 버스 노선을 운영하고 있다.

## 같이 보기
- 섹깁메이 주택단지
  - 메이호라우
- 홍콩의 공공주택
- 북가우룽 재판법원